# Балканская Антанта
Балканская Антанта (Балканский пакт) — военно-политический союз Греции, Румынии, Турции и Югославии, заключённый в Афинах 9 февраля 1934 года с целью сохранения на Балканах послеверсальского соотношения сил.

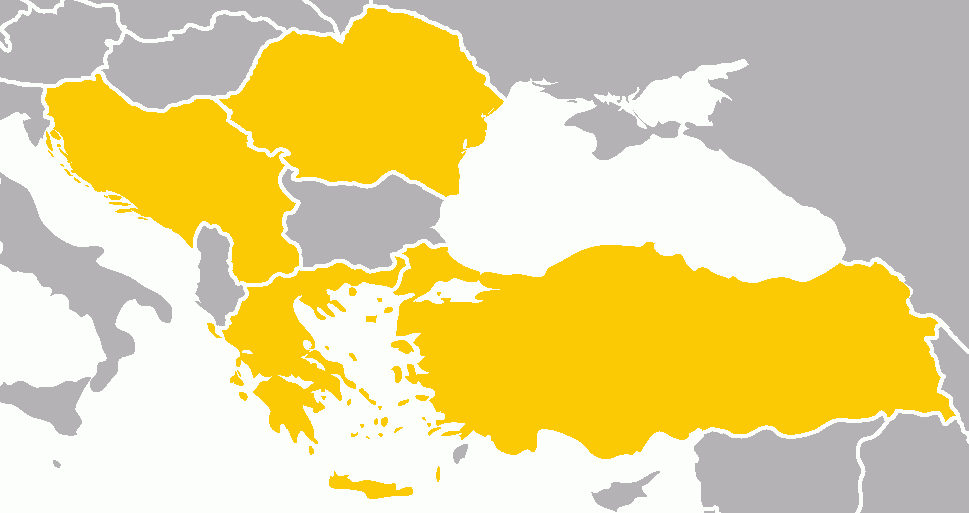
Страны-участницы Балканской Антанты

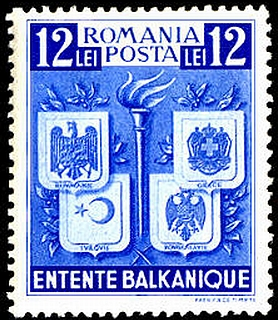
Почтовая марка, выпущенная в Румынии в 1940 году по случаю образования Балканской Антанты

## Содержание соглашения
Проект создания Балканской Антанты был разработан французскими дипломатами и затем нашёл поддержку англичан. Франция рассматривала заключаемый союз как орудие усиления своего влияния на юго-востоке Европы, к тому же два участника Балканской Антанты — Королевство Югославия и Румыния — входили также в Малую Антанту, также находившуюся в тесном контакте с французским правительством.
Созданию этого союза предшествовал ряд двусторонних договоров, регулировавших отношения между Грецией и Турцией (14 сентября 1933), Румынией и Турцией (18 октября 1933), Югославией и Турцией (27 ноября 1933). Ставя своей целью сохранение статус-кво на Балканах, договор по Балканской Антанте устанавливал следующее:
- оказание взаимной помощи в случае нападения на члена союза какого-либо балканского государства, не входящего в союз (то есть Болгарии или Албании)
- взаимные обязательства не нападать друг на друга
- в случае, если бы один из участников договора подвергся нападению другой европейской державы, оказавшей поддержку другому балканскому государству, прочие члены союза обязывались прийти на помощь

Взаимопомощь членов Балканской Антанты не распространялась на оборону азиатских границ Турции, при заключении этого договора Турция вставила специальную оговорку, что соглашение не направлено против СССР и не противоречит взятым турецким правительством в отношении Советского Союза договорным обязательствам.
Договор допускал также возможность вхождения в Балканскую Антанту Болгарии и Албании, однако эти государства, находившиеся в то время в сферах влияния Германии и Италии соответственно, отказались присоединиться к союзу. Вскоре после заключения союза Германии и Италии, используя противоречия между членами Балканской Антанты, удалось значительно подорвать французское влияние на Балканах и укрепить свои позиции в странах Балканской Антанты. Во второй половине 30-х годов правительства стран-участников союза выступали против сотрудничества с СССР и организации коллективной безопасности.
Балканская Антанта как военно-политический союз прекратила своё существование с началом Второй мировой войны в 1939 году. Однако впоследствии, уже после Второй мировой, в 1953—1954 годах Югославия, Греция и Турция заключили Балканский пакт, который предусматривал военную взаимопомощь стран-участников в случае нападения СССР на одну из них.